# シンコ・デ・マヨ

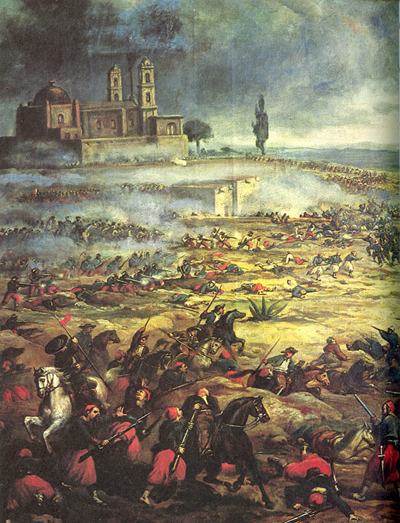
プエブラの会戦

シンコ・デ・マヨ（スペイン語: Cinco de Mayo、5月5日の意味）は、メキシコのおもにプエブラ州の祝日である。この祝日は、1862年5月5日にプエブラの会戦でメキシコ軍がイグナシオ・サラゴサ将軍の指揮のもと、フランス軍を撃退したことを記念する。
メキシコではこの会戦は2つの理由で重要であったと考えられている。1つはおよそ2対1と数に勝り、軍備に勝り、かつ「この戦いまで50年間、一度も敗れていなかった」とされるフランス軍を破ったという点である。2つ目は、シンコ・デ・マヨ以降、海外からアメリカ大陸への侵攻がないことである。しかし、これらの重要性が認められながら、シンコ・デ・マヨはメキシコでは国の祝日に制定されていない。
シンコ・デ・マヨは地域に限定され、メキシコ全土での重要性はないが、この日はアメリカ合衆国や世界の他の地域では、メキシコ人の伝統と尊厳の祝典として知られている。しかしながら、アメリカ合衆国ではシンコ・デ・マヨがメキシコの独立記念日であるとの誤解が多い。メキシコの独立記念日は9月16日 (dieciséis de septiembre) であり、メキシコで最も重要な愛国的な国の祝日である。

## 歴史
1861年に、メキシコは経済危機に襲われ、債権国（主にフランス、イギリス、スペイン）への利払いを停止した。それに対して、1861年の終わりにそれら3カ国はメキシコを武力制裁して負債の支払いをさせようとした。メキシコ大統領ベニート・フアレスは3国に対し、利払い停止は一時的なものであり、軍隊を撤収するように説得しようとしたが、応じたのはイギリスとスペイン両国のみであった。ナポレオン3世のフランスはメキシコ出兵を決定し、侵攻の当初は成功であった。しかし、1862年5月5日、プエブラにおいて、メキシコ軍は武力に勝るフランス軍の攻撃を撃退した。このプエブラでの会戦で、メキシコ軍はイグナシオ・サラゴザ将軍に指揮された。メキシコ軍はプエブラでフランス軍に勝利したが、この勝利はメキシコシティへの侵攻を遅らせただけであった。1年後、フランス軍はメキシコを占領し、これによりマクシミリアン1世がメキシコ皇帝に就いた。アメリカ合衆国の圧力のもと、フランス軍は1866年から1867年にかけ徐々に撤退した。マクシミリアン1世はプエブラの会戦から5年後、メキシコ大統領ベニート・フアレスにより処刑された。

### 祝祭の歴史

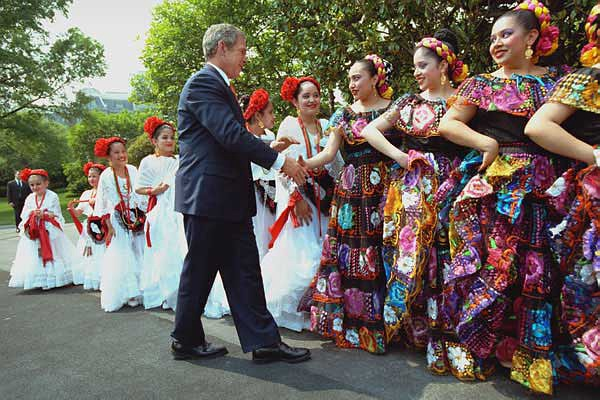
ブッシュ大統領に挨拶するシンコ・デ・マヨの踊り子

UCLA Center for the Study of Latino Health and Culture（UCLAラテンアメリカ研究センター）が発表したアメリカ合衆国でのシンコ・デ・マヨ祝祭の起源に関する論文によると、現代のアメリカでは、フランスのメキシコ支配への抵抗に応答して、1860年代のカリフォルニアで世界で初めて開始されたことに注目している。2007年の論文では「この祝日は1863年以降継続してカリフォルニアで祝われているが、メキシコでは事実上無視されている」と論じている。

## 祝祭

### メキシコ
シンコ・デ・マヨの祝日は元来、メキシコの地域の祝日である。メキシコの他の地域では祝日の認識は限定的である。祝祭の多くは、食事、音楽、および踊りの組合わせである。
メキシコシティでは、他のメキシコの都市と同様に、軍に所属する若者はメキシコ国旗の元に忠誠を尽くす。

### アメリカ合衆国

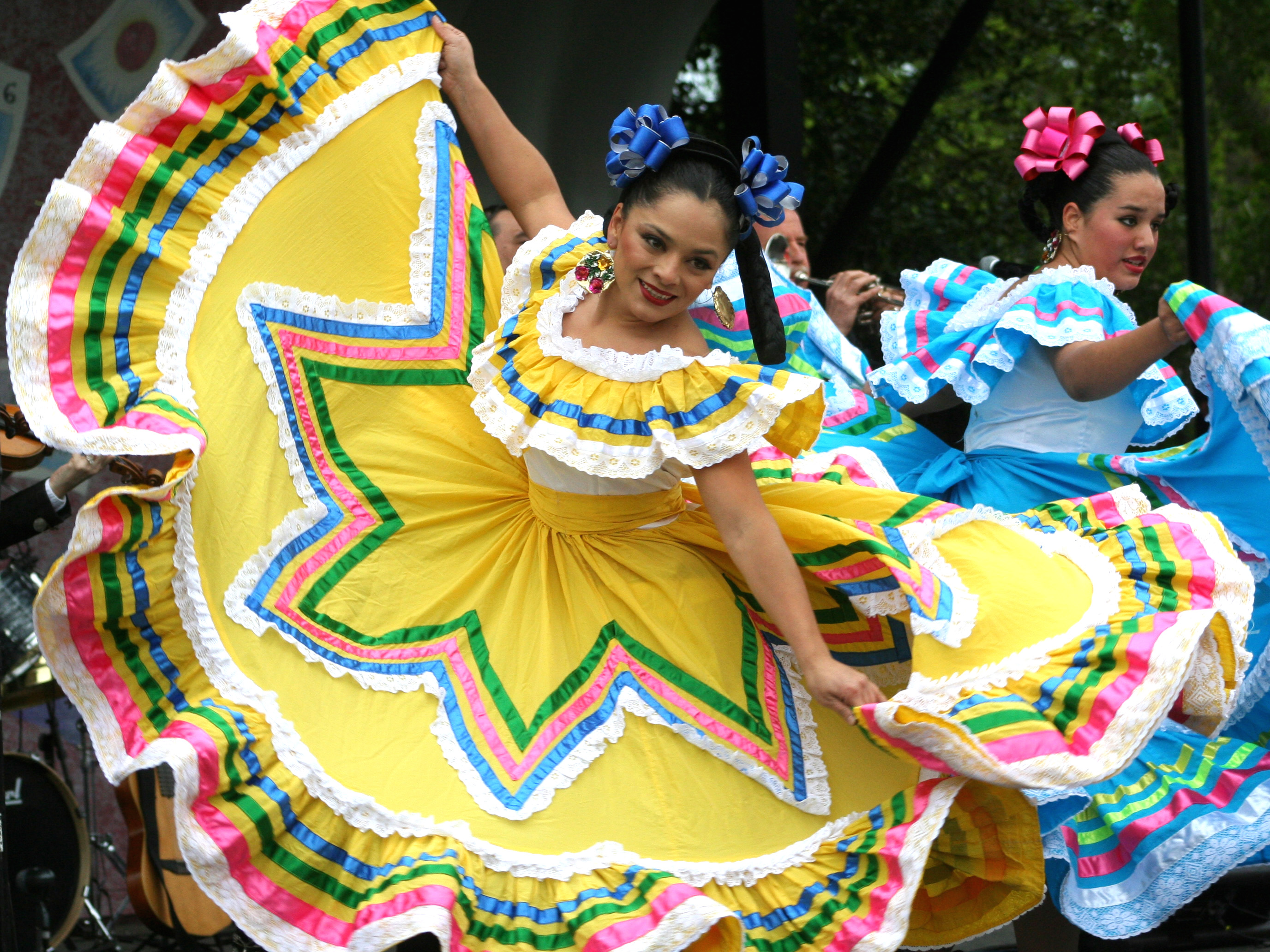
ワシントンD.C.でのシンコ・デ・マヨのバイレ・フォルクロリコ

アメリカ合衆国では、シンコ・デ・マヨをメキシコより重視している。この祝日はメキシコ系アメリカ人なら知っている祝祭の日であり、民族にまつわる点でアイルランド系アメリカ人の聖パトリックの日、ドイツ系アメリカ人のオクトーバーフェスト、中国系アメリカ人の旧正月と並び、またいずれも民族を超えて多くのアメリカ人が祝する。この祝祭にはグアダルーペの聖母のような伝統的なメキシコの象徴と、セサール・チャベスのようなアメリカ合衆国におけるメキシコ出身の傑出した人物が登場することが多い。シンコ・デ・マヨを祝う多くの横断幕が掲げられ、公立学区では生徒に歴史的な重要性を教える行事が行われる。特別な行事や祝祭ではメキシコ文化が前面に出される。例えばオルベラ街近くにあるロサンゼルス発祥の地エル・プエブロ・デ・ロサンゼルス州立歴史公園では毎年、バイレ・フォルクロリコ(en)とマリアッチが実演される。アメリカ合衆国では商業的にも利用され、メキシコ製品やサービス、特に飲み物や料理、音楽が宣伝される。

### 日本
2013年より「シンコ・デ・マヨ・フェスティバル」が東京（代々木公園）、大阪などで5月5日前後にラテン文化のフェスティバルとして開催されている。

### 他の地域
メキシコやアメリカ合衆国の他にもシンコ・デ・マヨに関連する行事がある。例えば、カナダ、バンクーバー近郊のスカイダイビング・クラブではシンコ・デ・マヨのスカイダイビング行事が行われる。西インド諸島の一つケイマン諸島では、シンコ・デ・マヨ・エア・ギター大会が毎年開催される。遠く地中海の島、マルタでは、メキシコ産ビールを5月5日に飲むことを勧める祭がある。

## シンコ・デ・マヨが使われた作品
- ボブ・ディランの歌「Isis」では、冒頭で曲名の人物の結婚がこの日であることを語る。
- アメリカのバンド、ウォーは、1982年のアルバム『Outlaw』からの曲「Cinco de Mayo」をヒットさせた。
- アメリカのバンド、ウィーン（英語版）の歌「Buenas Tardes Amigo」はシンコ・デ・マヨに関係している。
- 格闘ゲーム「ART OF FIGHTING 龍虎の拳 外伝」では、架空のメキシコまたはアメリカの都市グラスヒルで、シンコ・デ・マヨのステージがある。このステージはシンコ・デ・マヨの行事から明らかにインスピレーションを受けている[29]。
- レースゲーム「Forza Horizon 5」では2022年4月28日にアップデートされた「Series 7」にて、シンコ・デ・マヨをモチーフにした衣装を解禁することができる[30]。

## ギャラリー

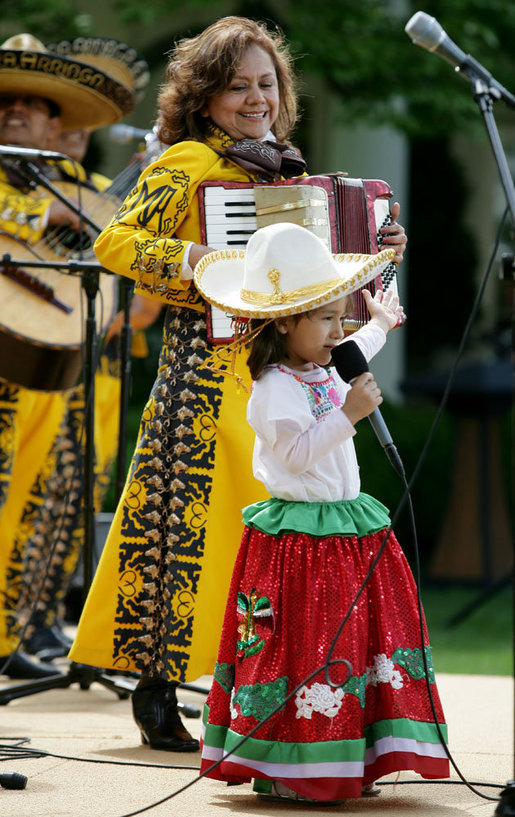
ホワイトハウスでのシンコ・デ・マヨの演者
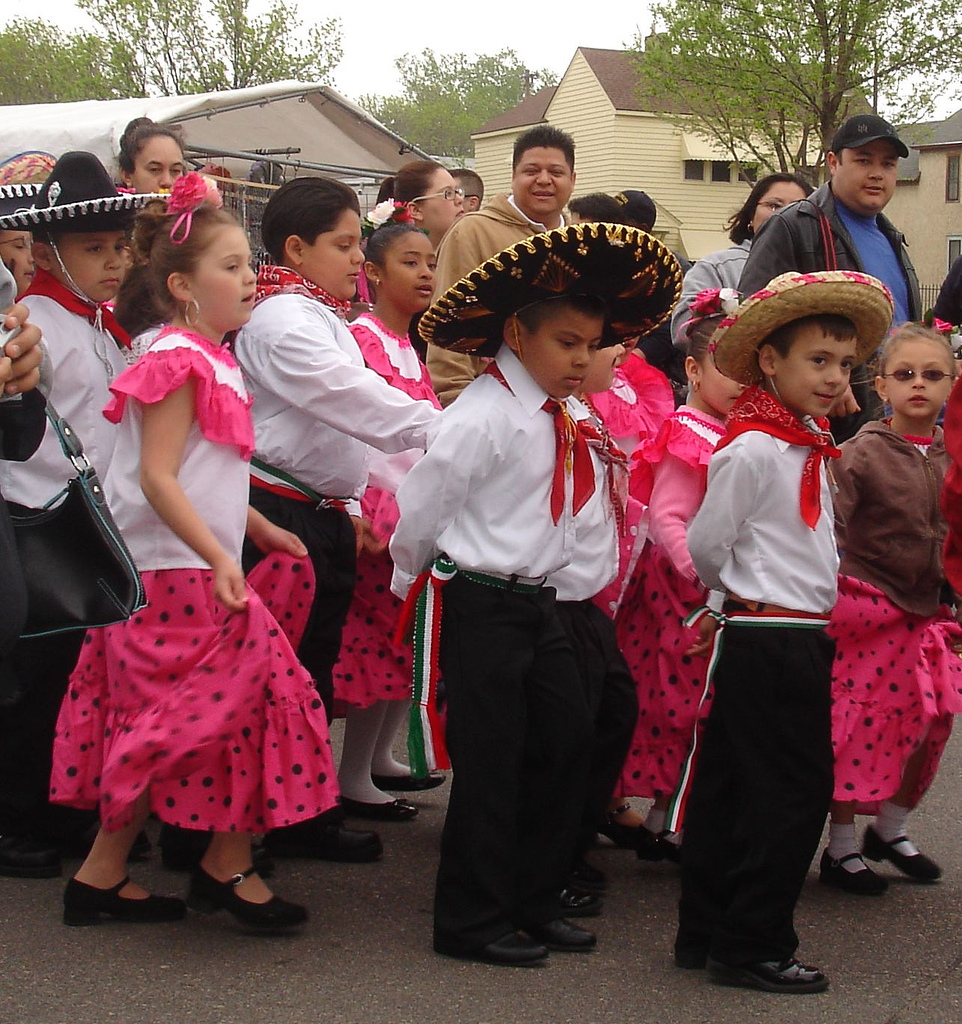
セントポールでのシンコ・デ・マヨ祝祭
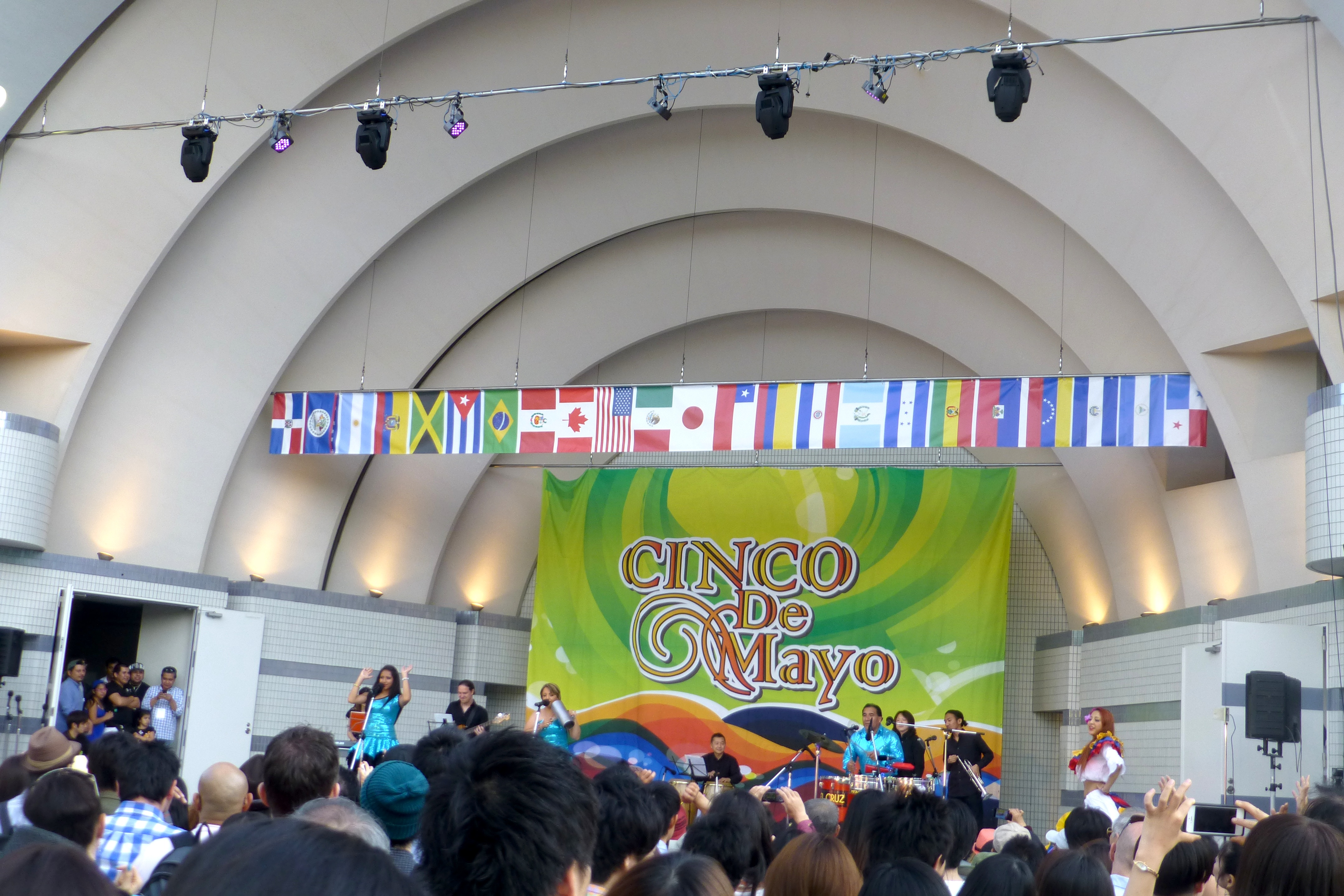
代々木公園のシンコ・デ・マヨ・フェスティバル